# Спинкс, Леон
Леон Спинкс (англ. Leon Spinks; 11 июля 1953, Сент-Луис, Миссури, США — 5 февраля 2021) — американский боксёр-профессионал, выступавший в 1-й тяжёлой и тяжёлой весовых категориях. Олимпийский чемпион 1976 года. Чемпион мира тяжёлой (версия WBC, 1978; версия WBA, 1978) весовой категории. Брат Майкла Спинкса и отец Кори Спинкса.

## Ранние годы
Леон Спинкс родился 11 июля 1953 года в Сент-Луисе, штат Миссури. Был старшим в семье из семи детей. Отец Леона покинул семью, когда тот был ребёнком, поэтому его воспитанием занималась в основном мать. Детство и юность Леон провел в печально известном социальном жилищном комплексе под названием Пруитт-Айгоу, который в 1960-е был заселен представителями маргинального слоя общества и в котором царила высокая криминогенная ситуация. Спинкс рос в социально-неблагополучной обстановке с присущей ей негативными социальными явлениями. Страдал недоеданием, вследствие чего имел астеническое телосложение и физическую слабость, по причине чего в подростковые годы часто подвергался нападкам других жителей комплекса и носил прозвище «Гуфи». В 1966 году, в возрасте 13 лет Леон впервые занялся боксом с целью научиться самообороне. Спинкс посещал школу Vashon High School, но бросил её в 10 классе из-за криминогенной ситуации в учебном заведении, после чего ушел из дома и стал вести бродяжнический образ жизни. В этот период Спинкс был вынужден заниматься низкоквалифицированным трудом и начал увлекаться наркотическими веществами. В 1973 году, не имея средств к существованию, Леон завербовался в армию США. Он был зачислен в корпус морской пехоты и с 1973 по 1976 год проходил службу на базе «MCB Camp Lejeune» в штате Северная Каролина. Во время службы он заработал репутацию образцового морского пехотинца, за что получил звание капрала. Во время службы Леон продолжал заниматься боксом и показал выдающийся результат, одержав 178 побед в 185 поединках. В 1975 году Спинкс принимал участие в Панамериканских играх, но проиграл в финале, завоевав серебряную медаль. Венцом любительской карьеры Леона стало участие на олимпийских играх 1976 года в Монреале, где он выиграл золотую медаль, побив в финале кубинского боксера Сиксто Сория. После этого Спинкс уволился из рядов армии США и вернулся в Сент-Луис, где в конце 1976 года принял решение заняться подготовкой к профессиональной карьере.

## Профессиональная карьера
Дебютировал в январе 1977 года.
В ноябре 1977 года Спинкс победил непобеждённого Альфио Ригнетти.
В феврале 1978 года в своём 8-м поединке вышел на бой за титул абсолютного чемпиона против легендарного Мохаммеда Али. Мохаммед Али планировал этим поединком завершить карьеру, поэтому не особо утруждал себя в тренировках. Пресса посчитала этот бой «мисс-матчем». Однако в упорном бою Леон Спинкс неожиданно выиграл. Поединок получил статус «бой года» по версии журнала «Ринг».
Мохаммед Али не мог смириться с таким поражением и вызвал Леона Спинкса на реванш. Однако ВБС (WBC) потребовал защитить свой титул против Кена Нортона. Ради повторной встречи с легендарным бойцом Спинкс отказался от титула ВБС (WBC). К реваншу, который состоялся в сентябре 1978 года, Мохаммед Али подготовился и без труда выиграл.
В сентябре 1979 года Леон Спинкс проиграл нокаутом в первом же раунде Джерри Кутзее.

## 1981-06-12Ларри Холмс —Леон Спинкс
- Место проведения:  Джо Луис Арена, Детройт, Мичиган, США
- Результат: Победа Холмса техническим нокаутом в 3-м раунде в 15-раундовом бою
- Статус: Чемпионский бой за титул WBC в тяжелом весе (10-я защита Холмса)
- Рефери: Ричард Стил
- Счет судей: Харольд Ледерман (20—18), Руди Ортега (20—19), Хенри Элесперу (19—19)
- Время: 2:34
- Вес: Холмс 96,40 кг; Спинкс 90,80 кг
- Трансляция: ABC

В июне 1981 года Леон Спинкс вышел на ринг против чемпиона мира в тяжёлом весе по версии WBC Ларри Холмса. Спинкс уступал по физическим параметрам, однако постоянно шёл вперёд, выступив в качестве агрессора. В середине 3-го раунда Холмс зажал претендента у канатов и обрушил град ударов в голову. Спинкс, пропустив кучу ударов, рухнул на канвас. Спинкс с трудом поднялся на счёт 9. Рефери позволил ему продолжить бой. Холмс сразу же зажал Спинкс в углу и продолжил избиение. Через несколько секунд из угла Спинкса (претендент был зажат именно в этом углу) выбросили полотенце, и рефери прекратил поединок.

## 1982—1985
В марте 1983 года Спинкс проиграл нокаутом в 6-м раунде Карлосу Де Леону.

## 1986-03-22Дуайт Мохаммед Кави —Леон Спинкс
- Место проведения:  Лоулор Эвентс Центр, Рено, Невада, США
- Результат: Победа Кави техническим нокаутом в 6-м раунде в 15-раундовом бою
- Статус: Чемпионский бой за титул WBA в 1-м тяжелом весе (1-я защита Кави)
- Рефери: Миллс Лейн
- Счет судей: Ева Шейн (50—45), Эл Виленский (50—45), Джон Максвини (50—45) — все в пользу Кави
- Время: 2:56
- Вес: Кави 85,70 кг; Спинкс 86,18 кг
- Трансляция: ABC

В марте 1986 года состоялся бой между Леоном Спинксом и чемпионом мира в 1-м тяжёлом вес по версии WBA Дуайтом Мохаммедом Кави. Ради этого боя Спинкс перешёл из тяжёлого веса в 1-й тяжёлый. Бой проходил преимущественно в ближней дистанции. Кави давил весь бой. Он периодически зажимал противника у канатов и обрушивал удары. В начале 6-го раунда Кави зажал в углу Спинкса, и продержал его там весь раунд. Спинкс не смог выбраться оттуда, приняв на себя град ударов. В конце 6-го раунда Кави выбросил 6 хуков подряд в голову противника. Видя, что Спинкс не отвечает, рефери прекратил бой.

## 1986—1995
После этого из-за хронических проблем с алкоголем карьера Леона Спинкса пошла на спад. Началась череда поражений от малоизвестных бойцов. В феврале 1993 года Спинкс умудрился проиграть по очкам единогласным решением судей Джеймсу Уалдеру, в послужном списке которого было 37 боев, 34 из которых он проиграл, а в октябре 1994 года был нокаутирован в 1-м раунде дебютантом Джоном Карло. Венцом карьеры Леона Спинкса стало поражение в 1995 году от Фреда Хоупа, который не выходил на ринг 17 лет.

## Разное
В 1981 году был ограблен и избит в Детройте. У него отобрали все ценные вещи, одежду и золотые зубные протезы.

## После бокса
После окончания карьеры, Спинкс начал испытывать материальные трудности и вынужден был заниматься низкоквалифицированным трудом. В конце 1990-х он несколько раз был привлечен к уголовной ответственности за мелкие правонарушения, развелся со второй женой. У него начались проблемы со здоровьем и он был вынужден вести бродяжнический образ жизни, периодически проживая в приютах для бездомных в Сент-Луисе. В середине 2000-х он познакомился с Брендой Глур, которая вскоре стала его третьей женой и переехал с ней в город Колумбус, штат Небраска, где работал уборщиком и грузчиком, но из-за признаков деменции он вскоре был вынужден бросить работу и переехать с женой в город Хендерсон, штат Невада. В 2020 году стало известно, что Спинкс страдает раком простаты в четвёртой стадии и находится в критическом состоянии.
Скончался 5 февраля 2021 года.

## Результаты боёв
В таблице перечислены результаты всех поединков боксёров.
В каждой строке указан результат поединка. Дополнительно номер поединка обозначен цветом, который обозначает итог поединка. Расшифровка обозначений и цветов представлена в нижеследующей таблице.
| Пример | Расшифровка                     |
| ------ | ------------------------------- |
|        | Победа                          |
|        | Ничья                           |
|        | Поражение                       |
|        | Планируемый поединок            |
|        | Поединок признан несостоявшимся |
| КО     | Нокаут                          |
| ТКО    | Технический нокаут              |
| PTS    | Решение судей (по очкам)        |
| UD     | Единогласное решение судей      |
| MD     | Решение большинства судей       |
| SD     | Раздельное решение судей        |
| RTD    | Отказ от продолжения боя        |
| DQ     | Дисквалификация                 |
| NC     | Поединок признан несостоявшимся |

| Бой | Дата             | Соперник             | Судьи           | Место боя                                                      | Раундов | Результат | Дополнительно |
| --- | ---------------- | -------------------- | --------------- | -------------------------------------------------------------- | ------- | --------- | ------------- |
| 46  | 4 декабря 1995   | Фред Хоуп            |                 | Э Литтл Бит Оф Тексас, Сент-Луис, Миссури, США                 | 8       | Поражение | По очкам      |
| 45  | 19 июня 1995     | Рей Киппинг          |                 | Э Литтл Бит Оф Тексас, Сент-Луис, Миссури, США                 | 8       | Победа    | По очкам      |
| 44  | 1 октября 1994   | Джонни Карло         |                 | Конвенш Центр, Вашингтон, Округ Колумбия, США                  |         | Поражение | КО1           |
| 43  | 1 октября 1994   | Шейн Сатклифф        |                 | Цивик Арена, Нанаймо, Британская Колумбия, Канада              | 8       | Поражение | По очкам      |
| 42  | 22 июня 1994     | Эдди Кюрри           |                 | Релейн, Северная Каролина, США                                 | 10      | Победа    | ДК9           |
| 41  | 27 февраля 1993  | Джеймс Уайлдер       | Шон Куртин      | Дэвенпорт, Айова, США                                          | 10      | Поражение | По очкам      |
| 40  | 11 декабря 1992  | Кевин Пойнтдекстер   |                 | Юнион Холл, Каунтри Сайд, Иллинойс, США                        | 10      | Победа    | КО1           |
| 39  | 26 сентября 1992 | Кевин Пи Портер      |                 | Лэнсинг, Мичиган, США                                          | 10      | Поражение | По очкам      |
| 38  | 24 июля 1992     | Джэк Джонсон         |                 | Юнион Холл, Каунтри Сайд, Иллинойс, США                        | 10      | Победа    | КО3           |
| 37  | 17 июня 1992     | Кеннет Бентли        |                 | Атланта, Джорджия, США                                         | 10      | Победа    | По очкам      |
| 36  | 20 марта 1992    | Рик Майерс           |                 | Сент-Луис, Миссури, США                                        | 10      | Победа    | По очкам      |
| 35  | 28 февраля 1992  | Андре Кроудер        |                 | Юнион Холл, Каунтри Сайд, Иллинойс, США                        | 10      | Победа    | По очкам      |
| 34  | 15 ноября 1991   | Люпе Гуэрра          | Шон Куртин      | Гэри, Индиана, США                                             | 10      | Победа    | КО3           |
| 33  | 30 мая 1988      | Тони Моррисон        |                 | Марриотт Хотел, Трамбулл, Коннектикут, США                     | 10      | Поражение | ТКО1          |
| 32  | 18 марта 1988    | Рэнделл Текс Коб     |                 | Муниципал Аудиториум, Нэшвилл, Теннесси, США                   | 10      | Поражение | По очкам      |
| 31  | 20 декабря 1987  | Ладислао Михангос    |                 | Сан-Антонио, Техас, США                                        | 10      | Поражение | По очкам      |
| 30  | 20 октября 1987  | Терри Мимс           |                 | Свингос, Кливленд, Огайо, США                                  | 10      | Поражение | По очкам      |
| 29  | 29 августа 1987  | Джим Ашард           |                 | Лейн Каунт Фейрграундс, Юджин, Орегон, США                     | 10      | Ничья     | По очкам      |
| 28  | 22 мая 1987      | Анджело Музоне       |                 | Джеси, Италия                                                  | 10      | Поражение | КО7           |
| 27  | 28 апреля 1987   | Джефф Джордан        |                 | Айчи Префектурал Гимназиум, Нагоя, Япония                      | 12      | Победа    | По очкам      |
| 26  | 17 января 1987   | Хосе Рибальта        | Эдди Эккерт     | Эксибишн Центр, Коконат Грув, Флорида, США                     | 10      | Поражение | ТКО1          |
| 25  | 2 августа 1986   | Роки Секорски        |                 | Детройт Лейкс, Миннесота, США                                  | 10      | Поражение | ТКО6          |
| 24  | 22 марта 1986    | Дуйт Мохаммед Кави   | Миллс Лейн      | Лоулор Эвентс Центр, Рено, Невада, США                         | 15      | Поражение | ТКО6          |
| 23  | 13 декабря 1985  | Кип Кейн             | Джо Кортес      | Фелт Форум, Нью-Йорк, Нью-Йорк, США                            | 12      | Победа    | ТКО8          |
| 22  | 29 июня 1985     | Том Франко Томас     |                 | Санта-Роза, Калифорния, США                                    | 10      | Победа    | По очкам      |
| 21  | 9 мая 1985       | Том Фишер            |                 | Детройт, Мичиган, США                                          | 10      | Победа    | По очкам      |
| 20  | 9 апреля 1985    | Рик Келлар           |                 | Гонолулу, Гавайи, США                                          | 10      | Победа    | ТКО2          |
| 19  | 21 февраля 1985  | Люпе Гуэрра          | Том Бриско      | Кобо Арена, Детройт, Мичиган, США                              | 10      | Победа    | ТКО4          |
| 18  | 6 марта 1983     | Карлос Де Леон       | Артур Мерканте  | Харрас Марина Хотел энд Казино, Атлантик-Сити, Нью-Джерси, США | 10      | Поражение | ТКО6          |
| 17  | 31 октября 1982  | Джесси Барнетт       | Ларри Хаззард   | Макафи, Нью-Джерси, США                                        | 12      | Победа    | По очкам      |
| 16  | 24 февраля 1982  | Айви Браун           |                 | Плейбой Хотел, Атлантик-Сити, Нью-Джерси, США                  | 10      | Победа    | По очкам      |
| 15  | 12 июня 1981     | Ларри Холмс          | Ричард Стил     | Джо Луис Арена, Детройт, Мичиган, США                          | 15      | Поражение | ТКО3          |
| 14  | 2 октября 1980   | Бернардо Меркадо     |                 | Сезар Палас, Лас-Вегас, Невада, США                            | 12      | Победа    | ТКО9          |
| 13  | 3 мая 1980       | Кевин Айзек          |                 | Киркл Стал Театр, Редвуд-Сити, Калифорния, США                 | 10      | Победа    | ТКО8          |
| 12  | 8 марта 1980     | Эдди Лопес           |                 | Аладдин Хотел, Лас-Вегас, Невада, США                          | 10      | Ничья     | По очкам      |
| 11  | 12 января 1980   | Альфредо Эвангелиста | Винсент Раймон  | Ресорт Интернэншл, Атлантик-Сити, Нью-Джерси, США              | 10      | Победа    | КО5           |
| 10  | 24 июня 1979     | Джерри Коетзи        | Исидро Родригес | Шапито Де Фонтвилль, Монте-Карло, Монако                       | 12      | Поражение | ТКО1          |
| 9   | 15 сентября 1978 | Мохаммед Али         | Люсьен Хуберт   | Супердоум, Новый Орлеан, Луизиана, США                         | 15      | Поражение | По очкам      |
| 8   | 15 февраля 1978  | Мохаммед Али         | Дейви Пирл      | Хилтон Хотел энд Ресорт, Лас-Вегас, Невада, США                | 15      | Победа    | По очкам      |
| 7   | 18 ноября 1977   | Альфио Ригнетти      |                 | Лас-Вегас, Невада, США                                         | 10      | Победа    | По очкам      |
| 6   | 22 октября 1977  | Скотт Ледукс         |                 | Лас-Вегас, Невада, США                                         | 10      | Ничья     | По очкам      |
| 5   | 1 июня 1977      | Брюс Скотт           |                 | Форум, Монреаль, Квебек, Канада                                | 8       | Победа    | КО1           |
| 4   | 7 мая 1977       | Педро Агосто         |                 | Киел Аудиториум, Сент-Луис, Миссури, США                       | 8       | Победа    | КО1           |
| 3   | 20 марта 1977    | Джерри Макинтайр     |                 | Экспозишн Центр, Луизвилл, Кентукки, США                       | 6       | Победа    | КО1           |
| 2   | 5 марта 1977     | Питер Фримен         |                 | Стадиум, Ливерпуль, Мерсисайд, Англия                          |         | Победа    | КО1           |
| 1   | 15 января 1977   | Боб Смит             | Ричард Грин     | Аладдин Хотел, Лас-Вегас, Невада, США                          | 6       | Победа    | ТКО5          |
| Бой | Дата             | Соперник             | Судьи           | Место боя                                                      | Раундов | Результат | Дополнительно |